# 1866 у літературі
Стаття є списком літературних подій та публікацій у 1866 році.

## Книги
- «Злочин і кара» — роман Федора Достоєвського.
- «Гравець» — роман Федора Достоєвського.
- «Подорожі і пригоди капітана Гатераса» — роман Жюля Верна.
- «Трудівники моря» — роман Віктора Гюго.

## Поезія
- «Сатурнічні поезії» — перша збірка віршів Поля Верлена.
- «Вірші і балади» — перша поетична збірка Алджернона Чарлза Свінберна.

## Народились
- 29 січня — Ромен Роллан, французький письменник, лауреат Нобелівської премії з літератури (помер у 1944).
- 24 травня — Йоуганн Маґнус Б'яднасон, ісландський письменник і поет.
- 28 липня — Беатріс Поттер, англійська дитяча письменниця (померла в 1943).
- 12 серпня — Хасінто Бенавенте, іспанський драматург «покоління 98 року», лауреат Нобелівської премії з літератури (помер у 1954).
- 14 серпня — Мережковський Дмитро Сергійович, російський письменник, поет, драматург, релігійний філософ, критик (помер у 1941).
- 31 серпня — Елізабет фон Арнім, британська письменниця (померла у 1941).
- 7 вересня — Трістан Бернар, французький письменник (помер у 1947).
- 8 вересня —Мотірам Бхатта, непальський поет (помер 1896).
- 21 вересня — Герберт Джордж Уеллс, англійський письменник і публіцист (помер у 1946).

## Померли
- 31 січня — Фрідріх Рюккерт (нім. Friedrich Rückert), німецький поет, перекладач, сходознавець (народився в 1788).